# Amministrazione della Navigazione a Vapore nel Regno delle Due Sicilie
La Amministrazione per la Navigazione a Vapore nel Regno delle Due Sicilie & C. (a volte Amministrazione della Navigazione... ecc) è stata una società armatoriale attiva nel settore trasporti di cose e persone. Fu la più grande e duratura fra quelle operanti a Napoli durante il Regno delle Due Sicilie per lungo tempo principale rivale della siciliana Flotte Riunite Florio, fondata nel 1840. L'Amministrazione per la Navigazione a Vapore fu anche la prima a inaugurare un'attività crocieristica nel Mediterraneo Orientale. 

## Fondazione del 1829
Nel 1829 avvenne la liquidazione della società Leopoldo Sicard & Soci, succeduta nella compagine dei soci alla Compagnia Andriel. La Sicard conservava un patrimonio di 250.000 ducati. La nuova  società anonima per azioni della cui fondazione si discusse mostrava continuità con la Sicard nell’azionariato e ne acquisiva la flotta notevolmente aumentata dopo il disarmo della prima nave, la Real Ferdinando.. Secondo l'assetto deciso da Giorgio Sicard (1790 circa-1836), nel 1829 la Giorgio Sicard, Bonucci & Picard divenne Impresa della Navigazione privilegiata a vapore nel Regno delle Due Sicilie con un capitale sociale di 140.000 ducati calcolato nell'agosto del 1829..

## Trasformazione in Società per Azioni nel 1840
La società lavorò in regime di società di soci per circa 10 anni. Quando morì improvvisamente e ancora giovane Leopoldo Sicard (1811-1839), ingegnere navale, figlio del primo fondatore e abilissimo direttore della società, si rese necessaria una sottoscrizione che reclutasse i maggiori imprenditori del Regno. Questi infatti parteciparono volentieri alla continuazione di un'impresa che si era rivelata profittevole e solida. Il 28 settembre 1840 con il nome Amministrazione della Navigazione a Vapore nel Regno delle Due Sicilie nasceva la nuova società per azioni che dava maggiori poteri al Consiglio di Amministrazione. A volte la società è definita con il titolo Amministrazione della Navigazione a Vapore per il Regno delle Due Sicilie. L’invito e la partecipazione di commercianti, mercanti, finanzieri e maggiorenti del Regno, consentì di portare il capitale sociale a 450.000 ducati suddivisi in 900 azioni. Si prevedeva una durata di 15 anni. Essa è considerata dagli storici la prima compagnia di navigazione a vapore del Mediterraneo che abbia operato continuativamente su una piazza importante.

## Flotta
Il ricavato delle azioni vendute sarebbe stato utilizzato per rinforzare la propria dotazione di naviglio che nel 1829 contava soltanto il Francesco I e il Maria Cristina. Un altro naviglio piccolo, il Veloce, fu venduto e sostituito dal Furia utilizzato soltanto nel trasporto dentro al Golfo di Napoli. Esprimeva la sua ammirazione per lo stato della navigazione a vapore del Regno borbonico in quegli anni Stendhal, viaggiatore e diplomatico, che conosceva bene anche i vapori dell’Amministrazione, sui quali viaggiava volentieri, il Francesco I e il Maria Cristina, viaggi dei quali lasciava traccia nella sua ampia corrispondenza. Il ben informato viaggiatore francese scriveva che i battelli dell’Amministrazione garantivano un ottimo rendimento annuo che, calcolando il combinato dei ricavi netti dei due, dava il 18% in quegli anni.
Fra coloro che sottoscrissero somme cospicue vi erano vari membri della famiglia Pignatelli Ruffo e Francesco Pignatelli Strongoli (1755-1853), poi Charles Lefèbvre, Mayer Amschel Rothschild e membri delle cospicue famiglie di Napoli dei Degas, Filangieri, De’ Medici e Laviano. Rientravano così alcuni soci della prima società di Andriel, e nuovi soggetti, come Pignatelli Ruffo. È lo stesso gruppo di  personaggi attivi in altre due imprese del periodo, secondo la letteratura: la Società Lionese per l’illuminazione pubblica a gas e la Società Industriale Partenopea, prima holding del mezzogiorno. Quest’ultima fu promossa da Domenico Laviano, alto esponente della burocrazia finanziaria revisore generale della Direzione Generale dello Stato e poi Revisore generale delle Poste.

## Storia
L’Amministrazione della Navigazione a Vapore del Regno delle Due Sicilie contava nella sua flotta, il Francesco I, il Maria Cristina e l’Ercolano, il Mongibello e il piccolo Furia. Sin dalle prime adunanze si contavano, oltre ai francesi, anche tedeschi, inglesi e russi. Gli inglesi erano presenti soprattutto in qualità di tecnici e i francesi (residenti a Napoli oppure a Marsiglia) di finanziatori. La società aveva un’organizzazione solida con un direttore dotato di ampi poteri, pagato con il 10% degli utili a fine anno e dunque fortemente incentivato alla buona conduzione dell’impresa. Era retta in modo moderno da un Consiglio di Amministrazione composto da 5 consiglieri ordinari e 2 supplenti in carica per 5 mesi che dovevano riunirsi ogni venerdì. La sede della società era in Vico (strada) Pilieri n. 1, nella zona del porto, dove era allestita anche un’officina per le riparazioni delle navi. Si trattava probabilmente di una sede ampia. Lo possiamo comprendere dalle adunanze che lì si tenevano raccogliendo anche 60 o 70 persone. La società aveva un suo molo, uffici, officine di riparazione delle vele, delle parti in legno e anche delle caldaie. Gestiva il piccolo Furia, il Mongibello e l’Ercolano (poi affondato in un sinistro con il Salvatore de Pace), tutti di costruzione inglese, con macchine Maudslay e scafo costruito dalla Società William Pitcher di Londra. Grazie alle recenti agevolazioni dello Stato si decise di acquistare nuovi vapori tra il 1839 e il 1842. I primi furono l’Ercolano (342 tonnellate, a ruote, con macchina a doppio cilindro a 220 cavalli) e il nuovo Mongibello, di concezione più moderna, in legno, di 290 tonnellate, a ruote, e il Francesco I, anch'esso a ruote. 
La società adottò un logo nel quale appariva un piroscafo e la scritta in inglese "Nothing venture, nothing have" che, letteralmente, significa: "se non rischi, non prendi niente". Interessanti, a proposito delle strategie per far conoscere i vantaggi della navigazione a vapore, sono due testimonianze scritte che ci danno informazioni sulla vita delle navi dell’Amministrazione. Una è la citata testimonianza dell’architetto Marchebeus (il vero nome è sempre rimasto ignoto) sul Francesco I, e l’altra un articolo apparso sul Giornale delle Due Sicilie (21 giugno 1841) a firma di Luigi Scovazzo. Entrambe le navi, ammiraglie evidentemente nei rispettivi decenni della piccola flotta mercantile napoletana, erano guidate dal comandante, don Francesco Cafiero. Le famiglie che avevano le maggiori quote nella società, tutte francesi, i Violliet, i Degas e Lefèbvre viaggiavano spesso a Marsiglia sui piroscafi della società di cui erano soci, in prima classe. La flotta era utilizzata anche dai membri della famiglia di banchieri svizzeri Meuricroffe.

## La crociera del 1833
Il libro Voyage de Paris a Constantinople, scritto da un architetto francese che si firmava Marchebeus, inizia con la partenza da Parigi e include fra le sue tappe Genova, Livorno, Civitavecchia.  Il viaggio del 1833 del paquebot (pacchetto, all’italiana) Francesco I, costruito a Castellammare di Stabia, era stato annunciato da tempo sui giornali, scrive l’autore, e aveva suscitato un vivo interesse. Era la prima volta «che un battello a vapore percorreva il Mediterraneo, per esplorarlo, unendo insieme piacere e istruzione». Toccò la Sicilia, Malta, le Isole Eolie, la Grecia, la Turchia, l’Asia Minore. Non solo: era la prima volta che una simile impresa veniva organizzata in quel modo. La gente che contava  aveva fatto a gara per salire sul Francesco I. Gli ospiti di sangue blu comprendevano, fra altri nobili, il principe ereditario di Baviera che, durante quel viaggio, faceva visita a suo fratello, Re di Grecia; il Re delle Due Sicilie, che andava a incontrare il Sultano e poi la Duchessa di Berry. Nelle tappe principali gli ospiti scendevano e prendevano parte a banchetti e feste danzanti.. Gli ospiti erano quasi tutti francesi, a parte qualche nobile toscano. Quando si imbarcano a Napoli il 16 aprile c’è un’immensa folla sul molo, il mare è agitato ma non abbastanza per non partire e quando la nave si stacca vengono esplose salve di cannone. Si comprende che il battello è un prodigio per l’epoca e che ci sono dei fenomeni nuovi, come le fiamme che escono dalle caldaie. La crociera tocca, oltre a Costantinopoli, anche Messina, Siracusa, Malta, Patrasso, Delfi, Morea, Nauplia e altri luoghi. Ogni volta la nave getta l’àncora per qualche giorno, i passeggeri – se lo vogliono – possono scendere e visitare porto e città, secondo una scansione dei tempi che è già quelle delle crociere di un secolo dopo. Il libro è più interessato alla crociera e alle divagazioni e nemmeno una volta nelle sue 350 pagine l’autore si concentra sulla nave, le sue macchine, i suoi spazi. Poco interessato alla nave in sé, qui si documenta la prima crociera di lusso della storia della marineria, un viaggio di piacere che univa la conoscenza di luoghi esotici e pittoreschi con il gusto della conversazione, dei banchetti, delle passeggiate.

## Crociera del 1841 e descrizione del battelloMongibello
Una seconda crociera dimostrativa ben più breve della prima, un giro in barca di un giorno per toccare Capri, Sorrento, Castellammare, fu organizzata dall’Amministrazione della Navigazione a Vapore nel 1841 per mostrare al pubblico una nave tecnicamente molto avanzata. Questa volta, a bordo, era salito un giornalista e poeta, Luigi Scovazzo, al quale era stato dato l’incarico di descrivere la nave, le sensazioni, i prodigi tecnici, le comodità. In effetti, Scovazzo ci dà doviziosi dettagli sulla conformazione e l’organizzazione della nave, più dell’architetto francese Maclebeuf, che aveva scritto la sua relazione durante le crociera del 1833, ed era stqto molto più interessato ai luoghi, alla storia e al pittoresco che al viaggio in sé e alla nave. Innanzitutto, Scovazzo si stupisce della velocità raggiunta dalla ave. Che porta i passeggeri da Napoli a Capri in un’ora e mezza coprendo 18 miglia. Dopo 30 anni dal primo modello di piroscafo a vapore, molta gente si domandava ancora se fosse un viaggio sicuro e se fosse, insomma, un trasporto confortevole. A queste parole Scovazzo risponde con convinzione: «Sembra che il Mongibello riunisca tutte le qualità che fan d'uopo al corso, alla sicurezza, al moto, all’agiatezza, al piacere, e senza che niuno di questi vantaggi noccia al conseguimento degli altri. – Il Mongibello è un’opera ragionata, è un’opera veramente degna dei tempi».  Dopodiché dà alcuni interessanti dettagli sulle due macchine motrici a 240 cavalli costruite da a Londra da Maudslay Sons e Field e sullo scafo costruito da  W. Pitcher con caldaie rivestite di feltro. La trazione era garantiva da due grosse ruote.
Il Mongibello non era forse il più veloce dei vapori ma era sicurissimo. Aveva un disegno che lo rendeva adatto ad affrontare le tempeste. Soprattutto, rispetto a tutti i piroscafi precedenti, era più comodo e ampio. La nave conteneva 140 letti e sul ponte potevano essere alloggiate 14 carrozze. Sottocoperta c’era una galleria dove si potevano sistemare tavole per dar da mangiare sino a 80 persone. 
Tutti gli spazi della nave apparivano eleganti: le lenzuola, le salviette, l’argenteria, i piatti e il vasellame della nave erano ricchi di gusto ed eleganza. I tavoli della sala ristorante erano di mogano, le sedie erano in varie fogge e c’erano anche marmi, bronzi, specchi, cornici dorate, e «un’armonia tra la solidità inglese ed il gusto italiano». Bellezza e utilità si univano, dunque, per il giornalista. Le cabine guardavano all’esterno attraverso limpidi cristalli. E i battelli a vapore, a lungo osteggiati nei confronti dei velieri, stavano aumentando.

## Ultimi anni e Liquidazione
L'attività della società proseguì per oltre 20 anni con privative che garantivano entrate per il trasporto della posta dal Regno delle Due Sicilie e da Napoli verso Sud e Nord, e viaggi regolari sulla tratta che da Marsiglia portava a Palermo e viceversa con soste a Napoli, Livorno, Genova e Marsiglia. Nel corso degli anni Cinquanta si verificarono una serie di sinistri e affondamenti con strascichi di costose cause legali. La società, pur guidata da capaci industriali del tempo come i membri della famiglia Viollier, Lefèbvre, Laviano, Fouquet, dovette far fronte a un crescente indebitamento. Augusto Viollier fu a lungo il presidente della società sostenuto in particolare dall'industriale cartario Ernesto Lefèbvre. Sotto la sua gestione avvenne l'ammodernamento della flotta con la costruzione del piroscafo a elica Sicilia  e del Sorrento e Amalfi ma anche la tragedia dello speronamento, da parte del Sicilia del piroscafo Ercolano, nel 1854, che affondò, avvenuto in acque Toscane. Il sinistro causò 48 morti, la perdita di un carico di oro destinato a Livorno e una lunghissima e costosa causa legale con richiesta di danni che contribuì al dissesto economico della società. Particolare non da poco, a bordo del piroscafo Ercolano c'era il figlio del Primo ministro inglese, Robert Peel.   A questo si aggiunge, dopo l'Unità, la concorrenza sleale. Il nuovo governo unitario, dopo il 1861, favorì società toscane o siciliane – come la Florio – o genovesi come la Rubattino a scapito di quelle napoletane che avevano operato durante il periodo borbonico. Dopo una serie di anni finanziariamente disastrosi, e nonostante gli sforzi del direttore Enrico Sideri, l’Amministrazione (che nel 1861 aveva cambiato il suo nome in Compagnia di Navigazione a Vapore) liquidò definitivamente tutte le quote nel 1865 e si sciolse entro la fine di quell'anno licenziando centinaia fra tecnici, marinai e addetti al servizio nei porti, oltre a decine di impiegati amministrativi
.